# ミロシュ・チヒー
ミロシュ・チヒー（チェコ語: Miloš Tichý、1966年 ポチャートキ - ）は、チェコの天文学者。
チェコ工科大学土木工学部とマサリク大学に学び、チェコ工科大学で博士の学位を得た。クレチ天文台に勤務し、小惑星を238個発見した他、彗星196P/Tichý（P/2000 U6、P/2008 C2）も発見している。小惑星番号3337は、その名にちなんでミロシュと命名されている。